# Argent-sur-Sauldre

Argent-sur-Sauldre este o comună în departamentul Cher, Franța. În 1 ianuarie 2022 avea o populație de 2.040 de locuitori.